# Narcissus assoanus
Narcissus assoanus es una especie de planta bulbosa perteneciente a la familia de las amarilidáceas.

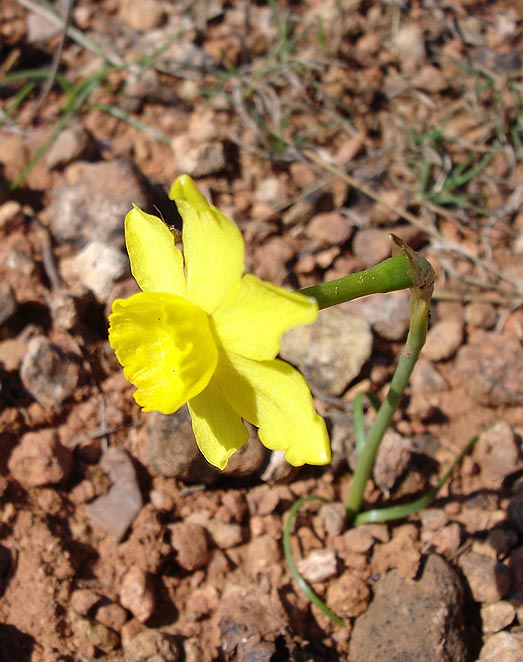
Detalle de la flor

## Descripción
Planta perenne. Hojas filiformes, como las gramíneas, de 1-2 mm de ancho. Flores de 15-20 mm, de color amarillo intenso, con una corta corona ciatiforme (en forma de copa), agradablemente perfumadas, dispuestas en umbelas de 1-5.

## Hábitat
Pastos y matorrales despejados, suelos pedregosos y margosos, en ambientes secos y soleados propios del quejigal.

## Taxonomía
Narcissus assoanus fue descrita por Dufour ex Schult. & Schult.f. y publicado en Systema Vegetabilium 7: 962, en el año 1830.
Etimología
Narcissus nombre genérico que hace referencia  del joven narcisista de la mitología griega Νάρκισσος (Narkissos) hijo del dios río Cephissus y de la ninfa Leiriope; que se distinguía por su belleza. 
El nombre deriva de la palabra griega: ναρκὰο, narkào (= narcótico) y se refiere al olor penetrante y embriagante de las flores de algunas especies (algunos sostienen que la palabra deriva de la palabra persa نرگس y que se pronuncia Nargis, que indica que esta planta es embriagadora). 
El nombre de especie se dedica a Ignacio Jordán Claudio De Asso y Del Río (1742-1814), científico zaragozano de talla internacional, químico, botánico, jurista y economista, destacado representante de la Ilustración española y aragonesa.
Variedades
- Narcissus assoanus subsp. assoanus
- Narcissus assoanus var. palearensis (Romo) Barra
- Narcissus assoanus var. parviflorus (Pau) Barra
- Narcissus assoanus subsp. praelongus Barra & G.López

Sinonimia
- Narcissus juncifolius var. assoanus (Dufour ex Schult. & Schult.f.) Nyman
- Narcissus × odorus subsp. assoanus (Dufour ex Schult. & Schult.f.) K.Richt.
- Queltia assoana (Dufour ex Schult. & Schult.f.) Kunth[3]

## Nombre común
- Castellano: junquillo menor, narciso, narcisos[4]